# Ronneby-Posten
Ronneby-Posten, konservativ dagstidning, utgiven i Ronneby mellan 1895 och 1971. Tidningens formella titel : Ronneby-Posten / Tidning för Ronneby stad och mellersta Blekinge. 
Tidningen var lokaltidning för Ronneby med omland i mellersta Blekinge. Dess politiska färg var konservativ och den hade en liberal lokal konkurrent Ronneby Tidning. Tidningen startade under tullstriden i december 1894 som motvikt till frihandelsvänliga Ronneby Tidning och den kom sedan att ges ut under tre kvarts sekel. Tidningens konservativa hållning märktes mest på ledarsidan och inte i nyheterna som var sakligt skrivna. Tidningen skriver 1894 "Det är dock ingalunda vår avsikt att göra Ronneby-Posten till ett ensidigt partiorgan."

## Historia
Tidningen började med 4 provnummer från 14 december 1894 till den 28 december 1894. Det föll väl ut och 1895 startades tidningsutgivningen med  två nummer per vecka. Tidningens förste ansvarige utgivare Svante Johansson dör den 13 mars 1911. Han får en dödsruna i Karlshamns Allehanda den 18 mars 1911 där en del tidningshistoria berättas. Från 1906 kom tidningen ut med tre nummer i veckan på fyra sidor. 5 april 1925 dör redaktören sedan 1919 Per Persson, Ronnebybo och han ersätts av Axel V Dahlgren som inte har sina rötter i staden Ronneby. 1931 avlider även Axel V Dahlgren efter bara 6 år på posten. Dödsruna i Karlskronatidningen 5 januari 1931. Han ersätts av Oscar Bengtsson som blir redaktör i 38 år till 1969. 10 juli 1945 ger tidningen ut ett 42-sidigt jubileumsnummer som berättar en del om tidningens historia. 1945 har tidningen fortsatt  tredagarsutgivning men nu med 8 och ibland hela 12 sidor. 1945 kostar en helårsprenumeration 8:50 kr. Under kraftigare inflation stiger priset till 14 kr 1951 och 22 kr 1955. Från den 1 januari 1957 blir tidningen sexdagarstidning och antalet sidor minst 8 och ofta 12. Framför allt har bilderna blivit fler. Lokala nyheter har inte ökat men bevakningsområdet sträcker sig till hela västra Blekinge till Skånegränsen ( ett resultat av anknytningen till Karlshamns Allehanda). Ronnebyposten och Sölvesborgstidningen gick 1956-1958 upp i Karlshamns Allehanda. Utgivningen är sex dagar i veckan hela 1960-talet med samma  omfång. 1969 lämnar Oskar Bengtsson tidningen. Ronneby-Posten står nu inför sitt slut. Nyheterna om Ronneby blir allt glesare i tidningen, vissa dagar inga alls. Redaktör Landgren spelar en undanskymd roll i tidningen och ersätts redan mars 1970 av ny redaktör Runesson. Inför årsskiftet 1971-1972 skrev tidningen ingenting om sin nedläggning!  En sorgesam sorti för Ronneby-Posten efter mer än 75 år.

## Upplagesiffror ,  ansvariga utgivare, redaktörer och pris
| Period                 | Upplaga | Kommentar Utgivningsdagar                                                          | Ansvarig utgivare                                       | Redaktör                            | Prenumerarationspris helår |
| 1899                   | 430     | Uppgift i tidingen om upplaga 2 daga/vecka ti fre                                  | 1894-12-07--1911-03-13 Svante Johansson boktryckare     |                                     |                            |
| 1900-01-01--1901-12-31 |         |                                                                                    |                                                         |                                     | 3:50 kr                    |
| 1906-01-01--1906-12-31 | 2150    | 3 dagar/vecka ti to lö från 1905                                                   |                                                         |                                     | 3:50 kr                    |
| 1908-01-01--1908-12-31 | 2150    |                                                                                    | 1911-03-14--1922-10-10 Per Hansson redaktör             |                                     |                            |
| 1917-01-01--1917-12-31 |         |                                                                                    |                                                         |                                     | 3:50 kr                    |
| 1918-01-01--1918-12-31 |         |                                                                                    |                                                         |                                     | 5:00 kr                    |
| 1919-01-01--1919-12-31 |         |                                                                                    |                                                         | Per Persson blir redaktör 1919      | 8:00 kr                    |
| 1921-01-01--1921-12-31 |         |                                                                                    |                                                         |                                     | 10:00 kr                   |
| 1922-01-01--1922-12-31 |         |                                                                                    |                                                         |                                     | 7:50 kr (dyrtiden slut)    |
| 1923-01-01--1923-12-31 |         |                                                                                    |                                                         |                                     | 6:50 kr                    |
| 1927-01-01--1927-12-31 | 3150    |                                                                                    |                                                         | Axel V Dahlgren redaktör 1925       | 6:50 kr                    |
| 1928-01-01--1928-12-31 | 3250    |                                                                                    |                                                         |                                     | 6:50 kr                    |
| 1929-01-01--1929-12-31 | 3250    |                                                                                    |                                                         |                                     | 6:50 kr                    |
| 1931-01-01--1931-12-31 | 3325    |                                                                                    |                                                         | Axel V Dahlgren dör 1931            | 6:50 kr                    |
| 1933-01-01--1933-12-31 | 3500    |                                                                                    |                                                         | Oskar Bengtsson redaktör 1931       | 6:50 kr                    |
| 1933-01-01--1933-12-31 | 3550    |                                                                                    |                                                         |                                     | 6:50 kr                    |
| 1938-01-01--1938-12-31 |         |                                                                                    |                                                         |                                     | 6:50                       |
| 1939-01-01--1940-12-31 |         |                                                                                    |                                                         |                                     | 7:50 kr                    |
| 1941-01-01--1941-12-31 | 4100    |                                                                                    |                                                         |                                     | 8:50 kr                    |
| 1942-01-01--1942-12-31 | 4300    |                                                                                    | 1922-10-11--1943-03-02 Folke Erik Bengtsson Boktryckare |                                     | 8:50 kr                    |
| 1944-01-01--1944-12-31 | 4200    |                                                                                    |                                                         |                                     | 8:50 kr                    |
| 1945-01-01--1945-12-31 | 4300    |                                                                                    |                                                         |                                     | 8:50 kr                    |
| 1946-01-01--1946-12-31 | 3900    |                                                                                    |                                                         |                                     | 8;50 kr                    |
| 1947-01-01--1947-12-31 | 3800    |                                                                                    |                                                         |                                     | 8:50 kr                    |
| 1948-01-01--1948-12-31 | 3400    |                                                                                    | 1943-03-03--1955-02-22 Erik Gustaf Bengtsson            |                                     | 10 kr                      |
| 1949-01-01--1949-12-31 | 3100    | 4 dagar/vecka må ti to lö morgon                                                   |                                                         |                                     | 11 kr                      |
| 1950-01-01--1950-12-31 | 2800    |                                                                                    |                                                         |                                     | 12 kr                      |
| 1951-01-01--1951-12-31 | 2400    |                                                                                    |                                                         |                                     | 14 kr                      |
| 1952-01-01--1952-12-31 | 2300    |                                                                                    |                                                         |                                     | 20 kr (Koreainflationen)   |
| 1953-01-01--1953-12-31 | 2500    |                                                                                    |                                                         |                                     | 20 kr                      |
| 1954-01-01--1954-12-31 | 2400    |                                                                                    |                                                         |                                     | 20 kr                      |
| 1955-01-01--1955-12-31 | 2100    |                                                                                    | 1955-02-23--1971-12-31 Sven Ivar Bengtsson              |                                     | 22 kr                      |
| 1956-01-01--1956-12-31 | 2200    |                                                                                    |                                                         |                                     | 22 kr                      |
| 1957-01-01--1957-12-31 | 2000    | 6 dagar/vecka morgon                                                               |                                                         |                                     | 35 kr                      |
| 1958-01-01--1958-12-31 | 1800    | 1958-03-21--1971-12-31 Edition av Karlhamns Allehanda senare Blekinge Läns tidning |                                                         |                                     | 35 kr                      |
| 1959-01-01--1959-12-31 | 1800    |                                                                                    |                                                         |                                     | 35 kr                      |
| 1960-01-01--1960-12-31 | 1700    |                                                                                    |                                                         |                                     | 38 kr                      |
| 1961-01-01--1961-12-31 | 1500    |                                                                                    |                                                         |                                     | 40 kr                      |
| 1962-01-01--1962-12-31 | 1400    |                                                                                    |                                                         |                                     | 45 kr                      |
| 1963-01-01--1963-12-31 | 1400    |                                                                                    |                                                         |                                     | 45 kr                      |
| 1964-01-01--1964-12-31 | 1500    |                                                                                    |                                                         |                                     | 55 kr                      |
| 1965-01-01--1965-12-31 | 1200    |                                                                                    |                                                         |                                     | 55 kr                      |
| 1966-01-01--1966-12-31 | 1100    |                                                                                    |                                                         |                                     | 60 kr                      |
| 1967-01-01--1967-12-31 | 800     |                                                                                    |                                                         |                                     | 75 kr                      |
| 1968-01-01--1968-12-31 | 800     |                                                                                    |                                                         |                                     | 80 kr                      |
| 1969-01-01--1969-12-31 | 800     |                                                                                    |                                                         | Oskar Bengtsson slutar som redaktör | 80 kr                      |
| 1970-01-01--1970-12-31 | 600     |                                                                                    |                                                         | Redaktör Landgren                   | 80 kr                      |
| 1971-01-01--1971-12-31 | 500     | Tryck i svart + 1 färg                                                             |                                                         | Redaktör Runesson                   | 90 kr                      |